# Bogosłowka (obwód kurski)
Bogosłowka (ros. Богословка) – wieś (ros. деревня, trb. dieriewnia) w zachodniej Rosji, w sielsowiecie kalinowskim rejonu chomutowskiego w obwodzie kurskim.

## Geografia
Miejscowość położona jest nad Klewieniem, 10 km od centrum administracyjnego sielsowietu kalinowskiego (Kalinowka), 14,5 km od centrum administracyjnego rejonu (Chomutowka), 123 km od Kurska.
W granicach miejscowości znajduje się 40 posesji.

## Historia
Do czasu reformy administracyjnej w roku 2010 wieś Bogosłowka znajdowała się w sielsowiecie klewieńskim. W tymże roku doszło do włączenia sielsowietów klewieńskiego i amońskiego do sielsowietu kalinowskiego.

## Demografia
W 2010 r. miejscowość zamieszkiwało 25 osób.